# マジカルバケーション
『マジカルバケーション』 (Magical Vacation) は、ブラウニーブラウンが開発し、2001年12月7日に任天堂から発売されたゲームボーイアドバンス用ゲームソフト。公式のジャンル表記は「コミュニケーションRPG」。日本国内のみで発売された。
2006年には続編となる『マジカルバケーション 5つの星がならぶとき』が発売された。

## システム
魔法と属性を主軸とした世界観が設定されており、戦闘においても魔法を中心に組み立てられている。主人公たちは魔法学校の学生であり、学生同士の「友情」をテーマとしたストーリーが展開される。
キャラクターの名前や地名の由来はほとんどが食材や料理となっている。地名は逆さ読みや文字の並び替えがされていることが多い。

### 属性
火・風・毒・美・刃・音・石・虫・木・獣・水・雷・古・闇・光・愛の16種類。
属性の相関関係
それぞれの属性の相関関係は以下の通り。（得意属性）→（苦手属性）。
| 雷 | → | 古 | →  | 火 | →  | 風 | → | 毒 |
| ↑  |   |    |    |    |    |    |   | ↓  |
| 水 |   |    |    | 光 |    |    |   | 美 |
| ↑  |   |    |    | ↓  |    |    |   | ↓  |
| 獣 |   |    |    | 闇 |    |    |   | 刃 |
| ↑  |   |    |    |    |    |    |   | ↓  |
| 木 | ← | 虫 | 虫 | ←  | 石 | 石 | ← | 音 |
| 愛 |   |    |    |    |    |    |   |    |

特例
- 闇は光と愛以外の全てを得意属性とし、光を苦手属性とする。
- 光は闇を得意属性とし、苦手属性はない。
- 愛は得意属性も苦手属性もない。

魔法攻撃の影響
得意属性で攻撃するとダメージが増加するが、苦手属性で攻撃するとダメージが減少する。同属性に攻撃するとダメージが1になるが、精霊コンボによるダメージ倍増効果はある。

### 魔法の種類
魔法は各属性に7つで、魔法レベル1・2・5・8・11・14・18の順に新しい魔法を習得する。クリア魔法を除いて、強力な魔法ほどMPを大量に消費し、習得時期が遅くなる。
火の魔法
攻撃範囲はやや狭いが、攻撃力が高い。
風の魔法
攻撃範囲が広く、味方の速さを上げる補助魔法がある。
毒の魔法
攻撃力は高くないが、敵を毒状態にできる。
美の魔法
単体攻撃しかできないが、敵を麻痺状態にできる。
刃の魔法
前列への単体攻撃しかできないが、攻撃力が非常に高い。
音の魔法
敵を眠り状態にでき、味方の精神を上げる補助魔法がある。
石の魔法
攻撃力がやや高く、味方の守りを上げる補助魔法がある。
虫の魔法
単体攻撃しかできないが、敵の力を下げる。
木の魔法
攻撃力は高くないが、敵の精神を下げる。
獣の魔法
単体攻撃が主体で、味方の力を上げる補助魔法がある。
水の魔法
攻撃範囲が広く、敵の守りを下げる。
雷の魔法
攻撃範囲がやや広く、敵を痺れ状態にできる。
古の魔法
攻撃範囲がやや広く、敵の速さを下げる。
闇の魔法
攻撃力と攻撃範囲に優れ、敵のMPを吸収できる。
光の魔法
攻撃力と攻撃範囲に優れ、敵をブラインド状態にできる。
愛の魔法
回復魔法が主体で、攻撃魔法はない。味方のMP回復率を上げる補助魔法がある。

### 精霊コンボ
「コール○○」、「ダブル○○」（○○には精霊の名前が入る）で精霊を召喚し、精霊と同属性の魔法を使用することで魔法の威力を倍増させる。精霊1体ごとに魔法の威力を2乗倍にすることができる（愛魔法の回復率も含む）。精霊2体で威力4倍（= 2 x 2）、3体で威力8倍（= 2 x 2 x 2）と続き、最大数の7体では128倍（= 2 x 2 x 2 x 2 x 2 x 2 x 2）の威力になる。
精霊コンボには以下のルールがある。
- 精霊コンボを行うと、使用した精霊は消滅する。再びコンボを行う場合は改めて召喚する必要がある。
- 呼べる精霊は最大7体。そのため、あらかじめ精霊が4体召喚されている場合は新たに呼べる精霊は3体まで。
- 味方が呼べる精霊は仲間にした精霊の数だけ。1体も仲間にしていない場合は召喚できない。
- 敵も精霊コンボを行うことができる。そのため、敵と同じ属性の精霊が召喚されている場合は味方がピンチになる。
- 魔法の効果を持つ各種ボムでも精霊コンボが可能。
- 「クリア○○」（○○には精霊の名前が入る）を使用すると、その名前の精霊は全て消滅する（闇魔法「クリアスピリット」は闇・光・愛を除いた13属性の精霊を消し去り、愛魔法「天使のハグ」は全属性の精霊を消し去る）。
- コンボ時に苦手属性の精霊が召喚されていると、苦手属性の精霊と相殺されて倍増されなくなる。例えば、ガル3体でコンボした場合にスティックが2体いると、ガル2体が相殺されて、結果的にガル1体、つまり2倍の威力になる。

### アミーゴシステム
「アミーゴ」とは、ゲームボーイアドバンスの通信機能を使うことにより、他の属性の魔法を習得できるシステムであり、本作では3つの機能を持つ。
レッツアミーゴ
お互いの主人公同士をやりとりする事で、通信相手の属性魔法を習得する。例えば、風属性と音属性の主人公同士が「アミーゴ」すると、お互いに新しく音魔法と風魔法を習得し、初期属性の魔法と同様に使うことで新しい魔法を習得できる。
また、通信した際に「極意」という魔法データを入手でき、仲間にセットすることで通信相手の魔法を使用できる。ただし、極意の魔法は成長しない。
以下の条件を満たすことで、特別な属性魔法を習得できる。
- 初期属性と同じ属性の「アミーゴ」が5人…愛魔法
- 「アミーゴ」が100人…闇魔法（主人公の属性が闇に変わり、服装も変化）
- 光以外の魔法を全て習得…光魔法（主人公の属性が光に変わり、服装も変化）

レッツおんせん
本編中、光のプレーンの文鳥温泉に一度でも入っていれば可能になる。お互いの温泉に入ることで、主人公の能力が上昇する。上昇するステータスは温泉の種類によって異なり、同じ種類の温泉に入り続けると能力上昇の確率が低下する。
また、一定回数レッツおんせんを行うごとに、文鳥の女将から増築を依頼される。一定額を支払うことで、ワンランク上の温泉に増築される。増築される温泉は成績表のランクによって変わり、最終的には6種類の温泉に変化する。
温泉の種類
- 回復の泉（初期状態）
- 大浴場（改築1回目）
- 大岩温泉、石灰棚温泉、五右衛門風呂（改築2回目、成績表のランクにより変動）
- 滝の湯、ジャグジー（改築3回目、成績表のランクにより変動）
- ローマ大理石風呂、ジャングル風呂、ひのき風呂（改築4回目、成績表のランクにより変動）
- 宝石の泉、パラダイス風呂、アジアンリゾート、御殿風呂、赤池地獄、ドラム缶風呂（最終改築、成績表のランクにより変動）

レッツたいせん
現在のデータ同士を戦わせる。基本的には通常の戦闘と同じだが、特別なルールも設定されている。一定数の勝ち数と勝率によって能力ボーナスが付く「称号」が変化する。必ず、ターンの始めに精霊が3体ランダムに召喚される。

## 世界設定
本作の世界はプレーンと呼ばれるフィールドが多数存在する並行世界となっている。ゲーム中では四つのプレーンを冒険することになる。プレーン間の移動は主に魔導力バス（通称「魔バス」）のワープで行う。
物質プレーン
主人公達が住んでいるプレーン。コヴォマカ王国という国が統治している。ゲーム中では主人公達が通う魔法学校ウィル・オ・ウィスプと臨海学校の目的地であるヴァレンシア海岸のみ登場している。
光のプレーン
全体的に穏やかな雰囲気を持つプレーン。パペットや愛の大使などが住んでいる。プレーン中央には魔物の巣窟となったレーミッツ宮殿や古代機械が住むベナコンチャ遺跡がある。「レッツおんせん」の文鳥温泉もこのプレーンにある。
闇のプレーン
密林、氷の島、砂漠、火山と様々な環境が混在するプレーン。ヴォークスやニャムネルトなどが住んでいる。エニグマの森があり、多くのエニグマがいる。隠しダンジョンであるガラムマサラの入り口もこのプレーンにある。
死のプレーン
まがまがしい空と荒れ果てた大地が特徴的なプレーン。死と再生を司る世界で、このプレーンで死ぬと魂は無に帰してしまうといい、エニグマも例外ではない。それでも、ポット族やマッドマンなどが住んでいる。死のプレーンの奥には転生を司るモギナス魔窟がある。
水のプレーン
名前のみ登場。ウォーターピープルが住んでいたらしい。
火のプレーン
名前のみ登場。ミーロリ銀貨が使われている。ラキューオには数日前まで火のプレーンに居たと話す星がいる。

## あらすじ
昔、魔法大国コヴォマカ国にて、平和と平和の間に三日間「戦争」が起こった。戦争自体、国民には伏せられていたが、その「戦争」後、一人の男が次なる戦いに備え、走り回っていた。
それから数年。幼い頃からあちこちにいる様々な精霊を見たり会話したりでき、そのせいで周囲から気味悪がられ敬遠されていた主人公（男女選択可能）は、ウィル・オ・ウィスプ魔法学校長グラン・ドラジェの誘いで、ウィル・オ・ウィスプへ入学することとなる。
ある日、ウィル・オ・ウィスプの生徒達はヴァレンシア海岸まで臨海学校に行くことになった。
この地は毎年臨海学校に参加した生徒が数人行方不明になるといういわく付きの場所だったが、今回も予定通り実施された。
始めはそれぞれ有意義な時間を過ごしていた生徒達だが、夕方、海岸に突然謎のモンスター「エニグマ」が現れ、生徒たちを全員さらう。

## キャラクター

### 魔法学校のクラスメイト
主人公（男女選択）
種族は人間。男の子は14歳、身長154cm、体重46kg。女の子は14歳、身長154cm、体重40kg。愛・闇・光以外の好きな属性を選べる。
精霊と話すことが出来る不思議な子。パーティには必ず参戦する。「アミーゴ」することで、選ばなかった属性の魔法も習得できる。初期属性と同じ属性の「アミーゴ」が5人で愛属性、「アミーゴ」が100人で闇属性の魔法を習得する。光以外の魔法を全て覚えると、光属性の魔法を習得する。闇と光は服装が変化する。
男の子はHP・力・守りに優れるが、MPと速さに劣る。女の子はMP・精神・速さに優れるが、HPと力に劣る。精霊と仲良くなれる特殊能力を持つ。
キルシュ・ピンテール
種族は人間。15歳、身長157cm、体重47kg、誕生日11月30日、射手座、O型、好物はきしめん。火属性。
スポーツ好きだが、上手くない男の子。趣味は体を鍛えること。かなり熱血な性格で、曲がったことをひどく嫌っている。また、クラスメイトのピンチには真っ先に駆けつける思いやりも兼ね備える。勉強は苦手で、テストでも常に悲惨な点数を取るが、正解が1つでもあると舞い上がってしまうため、気にしている様子はない。負けず嫌いで、勝てるまで挑み続けるしつこさがある。アランシアとは幼馴染み。最近はキャンディに夢中になっている。
「キルシュ」はドイツ語でサクランボという意味で、一般には同果実のリキュールを指す。
HP・力・守りに優れるが、MPと精神に劣る。MP回復のツボを使用した際、たまにミミズグミを見つける特殊能力を持つ。
キャンディ・ミントブルー
種族は人間。13歳、身長150cm、体重38kg、誕生日9月22日、乙女座、AB型、好物は甘い物全般。風属性。
おしゃべり好きで、積極的な女の子。趣味はハンカチ集め。華やかな外見の割に努力家で、親から厳しい躾を受けている。また、勇気が持てない自分を嫌っている。ガナッシュに想いを寄せる一方、キルシュの気持ちには気付いていない。成績は1番ではないが、全体的に優秀。
MP・速さ・精神に優れるが、HP・力・守りに劣る。消すのにカエルグミが必要なボンバーポットを、カエルグミ無しで消せる特殊能力を持つ。
カベルネ・チープトリック
種族はパペット。13歳、身長165cm、体重40kg、誕生日10月18日、天秤座、血液型不明、好物はハンバーグ。毒属性。
目立ちたがり屋で、甘えん坊な男の子。趣味はイタズラ。語尾に「ヌ～」とつける。物事を悲観的に考える癖がある。帽子に彼に魔法を教えたカエルの師匠が住み着いている。また、その師匠からカエルグミを取るのを禁止されている。昔ブルーベリーをいじめていたが、レモンに仕返しをされてやめた。兄のシャルドネとガナッシュの姉のヴァニラの過去を知っており、ガナッシュとも昔馴染み。
「カベルネ」は赤ワイン用の高級なブドウの品種。
各能力のバランスが取れている。フィールド上でカエルグミを捕獲できなくなる特殊能力を持つ。
シードル・レインボウ
種族は人間。14歳、身長168cm、体重55kg、誕生日11月11日、蠍座、O型、好物はワケノシノス（コヴォマカ名物のイソギンチャク料理。湾が汚染されて以来、めったに食べられなくなった幻の料理）。美属性。
芸術にうるさい男の子。趣味はポエム。絵が得意で、抽像画をよく描く。その絵の才能は幼い頃から発揮され、10歳で個展を開いている。しかし、最近は描きたいテーマが無いらしい。従妹のスフレに絵を教えている。年齢の割にはキザで皮肉っぽい発言が多い。現実主義で噂話を信じない。
MPと精神に優れるが、HP・守り・速さに劣る。闇の桜文鳥を動かす特殊能力を持つ。
カシス・ランバーヤード
種族は人間。16歳、身長175cm、体重60kg、誕生日12月25日、山羊座、A型、好物はだだちゃ豆。刃属性。
裏の世界ともつながりがある、ニヒルな男の子。趣味はナイフ集め。1対1の戦いで負けないために刃の魔法を極めようとしている。ジャガイモやリンゴの皮むきが得意で、夜遅くまで働いている母親の代わりに料理を作ることが多い。幼い頃に父親を亡くしているが、死因は知らないらしい。ナンパな性格だが、本質は義理堅い。斜に構えた者同士、シードルとは心が通じるところがある。
「カシス」は黒すぐりというベリー類のフランス語名。また、死のプレーンに登場する闇の精霊ニルヴァたちの王「ブラックカラント」はカシスの英名。
力と速さに優れるが、守りと精神に劣る。刃の精霊との取引でカエルグミを捨てた際、捨てたカエルグミを拾う特殊能力を持つ。
アランシア・スコアノート
種族は人間。15歳、身長150cm、体重40kg、誕生日10月28日、蠍座、O型、好物はハーブティー。音属性。
音楽一家に生まれた女の子。趣味は楽器を演奏すること。様々な楽器を使いこなせる天性の才能を持つ。彼女の音楽は素晴らしいのだが、表現が淡々としているので聴く者の眠気を誘う。のんびりとした口調で話すが、怒ると普通の話し方になる。キルシュとは幼馴染み。最近、キルシュがキャンディばかり気にしているのが面白くない様子。
「アランシア」はイタリア語でオレンジという意味。
MPと精神に優れるが、HP・力・守りに劣る。宝箱に潜むモンスターとの戦闘後に、たまに金貨を見つける特殊能力を持つ。
ショコラ・クラックス
種族はマッドマン。年齢不詳、身長218cm、体重526Kg、誕生日不明、星座不明、血液型不明、好物はドリアン。石属性。
ぼんやりとしていて、ぼんやりと話す男の子。趣味は穴掘り。長い間、魔法学校の近くに埋まっていた岩だと思われていたが、20年前に作業員のツルハシが当たり、声を出したことで生物だと認識された。その後、作業員が掘り出したミミズが怖くて動き出すようになる。しかし、体を這うミミズの感触を懐かしく思い、時々穴を掘ってミミズを眺めている。歩くのは苦手で、よくマドレーヌ先生に押してもらっている。
HPと力に優れるが、MP・速さ・精神に劣る。石を蹴った際、たまにミミズグミを見つける特殊能力を持つ。
セサミ・アッシュポット
種族は人間。10歳、身長120cm、体重22kg、誕生日6月29日、蟹座、B型、好物は小倉トースト。虫属性。
日和見で小心者な男の子。趣味は虫捕り。大の虫好きで、いつもポケットに虫を入れており、家で大量の虫を飼っている。キルシュを「アニキ」と呼んで、行動を共にしている。
MPと速さに優れるが、HP・力・守りに劣る。モンスターが潜んでいる宝箱を見分ける特殊能力を持つ。
ピスタチオ・メイプルウッド
種族はヴォークス。12歳、身長97cm、体重23kg、誕生日4月15日、牡羊座、AB型、好物はドーナツ。木属性。
臆病だが、優しい男の子。趣味は読書だが、読んでいるのは漫画という噂もある。語尾に「っぴ」とつける。クラスメイトの中で1番魔法が下手で、成績が悪く、落第寸前。他の者の威を借りて威張ることがある。頭に被っているのは帽子ではなくズボン。
速さ以外の全てに劣るが、一定のレベルに達すると劇的に能力が上昇するようになる。HP回復のツボを使用した際、たまにカエルグミを見つける特殊能力を持つ。
オリーブ・ティアクラウン
種族は人間。11歳、身長122cm、体重25kg、誕生日5月27日、双子座、A型、好物はクラムチャウダー。獣属性。
気弱だが、優しい女の子。趣味は動物と遊ぶこと。幼い頃から人の心を読めたが、ある日を境に人の心を読むのが怖くなる。心を閉ざしがちなガナッシュの心が分かり、ガナッシュを兄のように思っている。
MPと力に優れるが、HPと守りに劣る。ミミズグミの穴を調べた際、戦闘にならなくなる特殊能力を持つ。
ブルーベリー・レイクサイド
種族は人間。15歳、身長162cm、体重45kg、誕生日1月29日、水瓶座、B型、好物は洋ナシ。水属性。
冷静な女の子。趣味は日記。王室に仕える一家の生まれで、占い師から「世界を変える大魔法使いになる」と予言された。とんでもない勉強家で優等生だが、身体が弱いため活発な行動が出来ない。幼い頃、いじめられていた時に助けてくれたレモンとは親友。
MP・MP回復率・精神に優れるが、それ以外の能力に劣る。ウォーターピープルのメッセージを翻訳する特殊能力を持つ。
レモン・エアサプライ
種族はニャムネルト。16歳、身長148cm、体重35kg、誕生日8月4日、獅子座、B型、好物は焼き鳥。雷属性。
男勝りで活発な女の子。趣味はダーツ。格闘家の一家の生まれだが、幼い頃の事故で格闘技をやめることになり、魔法学校に入る。気性が荒く、ブルーベリーをいじめていた男の子をボコボコにしたことがある。ブルーベリーをいつも守り、気遣っている。
HP・力・守りに優れるが、MPと精神に劣る。ピラニアにぶつかった際、ブラーを支払うことなく撃退する特殊能力を持つ。
カフェオレ・ラスティネイル
種族は古代機械。年齢不詳、身長187cm、体重20kg、誕生日不明、星座不明、血液型不明、好物はひつまぶし。古属性。
校長先生が骨董屋で200ブラーで買ってきた。趣味は旅行。人工知能「ケロケロβ」のテスト版が搭載されている。超金属カルイカネで作られているため、体重が軽い。ニヒルでカッコイイ性格を目標に作られたが、大急ぎで作られたため、上手くいかなかった。
HPと守りに優れるが、MP・速さ・精神に劣る。ドワーフの施設やNPCを利用可能にする特殊能力を持つ。
ガナッシュ・ナイトホーク
種族は人間。15歳、身長171cm、体重58kg、誕生日5月18日、牡牛座、A型、好物はえびふりゃー。闇属性。
クールで人付き合いを好まない男の子。趣味はハーモニカ。6歳の頃から吹いている。闇属性の家に生まれたが為に、自分と姉のヴァニラは天涯孤独の身だと思っている。数年前に様子がおかしくなって消えた姉を探し、エニグマに執着する。そっけないが、優しいところもある。ストーリーが進むにつれ、最初は疎ましく思っていたキャンディへの気持ちが変化していく。
全ての能力に優れるが、パーティに参入する期間がごく僅かしかない。特殊能力は持たない。
ペシュ・ファーマー
種族は愛の大使。15歳、身長100cm、体重15kg、誕生日3月14日、魚座、A型、好物はイチゴ。愛属性。
真面目で過剰な愛を持つ女の子。趣味は編み物。語尾に「ですの」とつける。愛の大使としての自覚が強いため、他者を思いやる心が大きい。しかし、愛の大使としては半人前なので、ピスタチオとはよく言い合いになる。
「ペシュ」はフランス語でモモという意味。
MPと精神に優れるが、HP・力・守りに劣る。ミミズグミの穴での戦闘後、たまに金貨を見つける特殊能力を持つ。

### 隠しキャラクター
主に隠しダンジョンのガラムマサラで仲間にできるキャラクター。ダンジョンの難易度によって、仲間にできるキャラクターが変わる。
チャッピー
種族はチャッピー。78歳、身長72cm、体重83kg。虫属性。趣味は泥団子作り。守りと速さに優れるが、HP・MP・精神に劣る。難易度ヌル以上で仲間にできる。
ツボ
種族はポット族。33歳、身長88cm、体重90kg。古属性。趣味はクルミを入れて回すこと。HP・守り・精神に優れるが、MPと速さに劣る。難易度ヌル以上で仲間にできる。
プッチーネ
種族はブッチーネ。7歳、身長60cm、体重62kg。石属性。趣味は水遊び。HPと力に優れるが、MP・速さ・精神に劣る。難易度ヌル以上で仲間にできる。
どーどー
種族はどーどー。998歳、身長112cm、体重32kg。音属性。趣味は不明。HP・力・速さに優れるが、MP・守り・精神に劣る。難易度ナミ以上で仲間にできる。
こんにゃく様
種族はこんにゃく様。28歳、身長75cm、体重30kg。木属性。趣味は一人旅。MPと精神に優れるが、HP・力・速さに劣る。こんにゃくいもを20個集めて、クガンデ村にいるこんにゃく様に渡すことで仲間にできる。
文鳥
種族は文鳥。2歳、身長17cm、体重0.3kg。風属性。趣味は水浴び。速さ以外の全てが最低ランク。難易度オニで仲間にできる。
ピスカプーコ
種族はエニグマ。3歳、身長68cm、体重68kg。闇属性。趣味は遊ぶこと。HP・力・守りに優れるが、MPと精神に劣る。主人公が闇属性の場合にのみ、仲間にできる。
カエルグミ
種族はカエルグミ。5歳、身長15cm、体重0.1kg。愛属性。趣味は鳴くこと。速さに優れるが、HP・MP・精神に劣る。主人公が光属性の場合にのみ、仲間にできる。
ブラウン
種族はブラウニー。98歳、身長110cm、体重42kg。光属性。趣味は居眠り。全ての能力に優れる。黄泉の石を30個集めて、モギナスの口にいるブラウニーに渡すことで仲間にできる。

### その他重要人物
マドレーヌ先生
光属性。魔法学校の不思議な女の先生。とてもマイペースで、いつもぼんやりしていると思われがちだが、しっかりと考えて行動しており掴みどころがない。魔法の実力は1人で光と闇のプレーンを走り回り、ダブハスネルを一撃で倒すほど。
グラン・ドラジェ
大魔法使いであり、ウィル・オ・ウィスプ魔法学校の校長。謎に包まれた部分が多い。「戦争」後、次なる戦いに備えて走り回り、主人公達を集めた。属性は不明だが、エニグマ王のケルレンドゥをも上回る力を秘めている。
バルサミコ
「魔バス」の運転手。種族は不明だが、姿は半漁人である。魔法学校にある機械の操作と管理も行っている。「毎年この時期に何者かに校門を破壊される」という噂の犯人は彼。江戸っ子口調で、豪快で物事を深く考えない性格。妻子持ち。
ヴァニラ・ナイトホーク
闇属性。ガナッシュの姉。力を求めてエニグマと融合し、姿を消す。現在はシブスト城に幽閉されている。
シャルドネ・チープトリック
風属性。カベルネの兄。コヴォマカの兵士。ヴァニラの恋人で、おかしくなったヴァニラを追うが、1年前に死んでしまう。
「シャルドネ」は白ワイン用の高級なブドウの品種の名前。

### フィールド中に存在する主な種族達
ヴォークス
犬の種族。村のリーダーの統治が行き届いており、古い概念や仕来りに縛られて生活している。
ニャムネルト
猫の種族。闇のプレーンの厳しい環境からか、逞しく生物の特性などに詳しい。
パペット
人形のような種族。年を取るタイプと年を取らないタイプがいる。カベルネは年をとるタイプ。
愛の大使
過剰なほど愛に敏感な種族。女性は可愛いが、男性は不細工。
マッドマン
全身が土で構成された種族。体は非常に硬いが、高熱で崩れてしまう。体の中には宝石が入っているらしい。
ポット族
フィールドに点在するツボ。3種類のデザインがある。雨水を溜め込みHPを回復できるツボやカエルグミと引き換えにMPを回復できるツボがある。その他にもウンチクを話すツボやカエルグミを入れると消滅するツボなど、様々な役割をもったツボがいる。また「 ～ のツボ」と名のつく者には、それに関連した名前（「キヤコタ」のツボの「コター」など）がつく。
文鳥
フィールドに点在する文鳥。「ちゅん」「じゅいー」と2種類の鳴き声を発する。闇のプレーンに生息する闇の桜文鳥はテコでも動かないことで有名で、動かすにはシードルの協力がいる。
どーどー
エニグマの呪いで鳥に姿を変えられた者たち。元の姿に戻るには1000年の時間がかかる（精霊の場合のみ、他に呪いを解く方法がある）。また、どーどーの血や肉は万能薬として有名で、乱獲されることもある。
こんにゃく様
こんにゃくのような種族。「ぺたん」「ぺたこ〜ん」が口癖。大昔、あらゆる物を切り刻む事の出来る魔剣の斬撃を受け流し、平和を齎したという言い伝えがある。現在は絶滅の危機に瀕していて、生き残りのこんにゃく様は仲間を増やすことができる「こんにゃくいも」を捜して様々なプレーンを旅している。
ウォーターピープル
全身が水で構成された種族。主に闇のプレーンに生息している。彼らは独特の言葉で会話するため、ブルーベリーがいないと彼らの言葉を理解することはできない。
ピラニア
ダンジョンなどで見かける魚。接触したパーティーに因縁を付けて、所持金を要求してくる。断る度に要求額が上がるが、レモンがいれば撃退してくれる。所持金が要求額を下回っている場合は、支払わずに済む。一定額を支払うと、金貨や銀貨を1枚もらえる。
古代機械
1万2000年前の古代文明の遺産で、光のプレーンのベナコンチャ遺跡などで稼動している。カフェオレと同じ、独特のフォントを持つカタカナで喋る。彼らに搭載されている人工知能は「ケロケロα」。
星
死のプレーン以外で命を落とした生物がなる姿。何度も転生を重ね、個人での転生を全て経験した後に星に生まれ変わる。過去の記憶が入り混じった状態で生まれる。
カエルグミ
フィールドに出現するカエル型のグミ。緑、青、赤の3種類が存在する。捕獲することでHPを回復するアイテムとして使うことができる。ただし、パーティにカベルネがいる場合は捕まえることができない。また、捕まえすぎると愛の精霊と仲良くなれなくなる。
ミミズグミ
フィールドに出現するミミズ型のグミ。黄と赤の2種類が存在する。捕獲することでMPを回復するアイテムとして使うことができる。ただし、プレイヤーが近づくと穴の中に隠れてしまい、穴と接触するとモンスターが出現し、戦闘になってしまう。パーティにオリーブがいれば、戦闘を回避できる。
ドワーフ
髭を生やした職人肌の種族。古代機械やマジックドールの構造に詳しく、それらの改造や製作を請け負うこともある。光のプレーンのキード・モンガを総本山とするが、身分の差が激しく、身分が低いと入ることすらできない。
ピップルス
チーズ作りが得意なネズミの種族。多くはラロッシュの塔で生活している。ヤクザ物が多く、中には話しかけただけで戦いを仕掛けてくる者もいるが、情に厚い者もいる。
ツリーマン
植物のような種族。闇のプレーンに住んでいる。一部の者はマドレーヌ先生のことを知っている。
ブラウニー
自称世界を創った者たち。髭が特徴で、ドワーフと混同されることがあるが、ドワーフが仕事熱心なのに対して、ブラウニーは怠け者が多い。眠ると、魂が抜け出してしまうことがある。
パイライト
正方形の石に顔が刻まれたような種族。ひらがなで話し、語尾に「プププ」とつける。

### エニグマ
臨海学校で主人公達を襲った生物。5種類の種族が存在する。
魔力の高い生物と融合することで自身を強化することができるため、融合に適している魔法学校の生徒達を誘拐している。死のプレーンで倒さない限り、再び転生してしまうという習性を持ち、全てのエニグマが闇属性を持つ。今では魔法学校の卒業生の5人に1人はエニグマ憑きとまで言われ、着々とコヴォマカを裏から征服しようとしている。なお、融合は憑りつかれた側の強い意思があれば解除可能だが、憑りつかれた側は魔力を全て失ってしまう。
そもそも魔法は彼らからグラン・ドラジェに伝わったものであり、魔法を使う限り、彼らとの接触は避けては通れない。
※が付くものはストーリー中には登場せず、隠しダンジョンのみの登場。
プーク族
エニグマの中では最下級の存在。丸みを帯びた体が特徴。かみつきと闇のガス攻撃を使う。
ピスカプーク
体色は青。最も数が多い。融合に適した魔法使い達を襲撃するのが任務。
ザフロピーク
プーク族の変種。体色はオレンジ。エキウロクリュの指示によって動き出し、クラスメイトのうち6人を闇のプレーンに引きずり出した。他のエニグマより、声が高めなのが特徴。
ベオルピーク
プーク族の族長。体色は薄紫。動きが素早い。高度な魔法も使えるようだが、ゲーム中では未使用。

ネイラ族
プーク族より1つ上のエニグマで、胴体に特有の角が生えている。なぐる攻撃と魔法を使う。
ヴァルカネイラ
体色は青緑。エニグマの中では珍しく、変身能力を有している。アランシアに変身して、主人公達を自分に有利な暗い洞窟へと誘い込んだ。高度な魔法も使えるようだが、ゲーム中では未使用。
アラクネイラ
ネイラ族の変種。強いエニグマと共に戦うという卑怯な性格をしている。
パラズネイラ
ネイラ族の族長。闇属性以外の魔法も使えるようだが、ゲーム中では未使用。

ハスネル族
エニグマの中では中間的な能力を持ち、ムカデを思わせる風貌のエニグマ。非常に知的で集団戦を基本とする（他種類のエニグマを従えることも多い）。かみつきと圧縮攻撃を使う。
ダブハスネル
体色は青。初登場ではレーミッツ宮殿で1体がレモンを追い回し、倒した後で他の2体と共に、3体掛りで主人公達に襲い掛かった。「魔法学校の生徒の5人に1人はエニグマ憑き」という台詞を残した。
ラドハスネル
ハスネル族の変種。体色は青緑。闇のプレーンで自責の念に駆られたセサミと融合を企む。
ピグハスネル※
ハスネル族の族長。赤い甲羅が特徴で、非常に打たれ強い。

クリュ族
不気味な単眼を隠し持つ8本足のエニグマで、ケルレンドゥ族の次に強い。単眼からは麻痺爆弾を発射し、ブラックホールで止めを刺す。
エキウロクリュ
クリュ族の元族長。前エニグマ族長であったケルレンドゥを殺害して、エニグマ族長に成り上がった野心家。事実上、今回の事件の主犯である。闇のプレーンでピスカプークの大群がマドレーヌ先生によって倒された後、クラスメイトの行方を問うマドレーヌ先生に応じるために初登場。その後、クラスメイトの約半数を闇のプレーンに引きずり出させた。
ゾダウロクリュ※
クリュ族の現族長。歴代の戦争を引き起こした張本人。
ブロムゲクリュ※
クリュ族の変種。周囲の者に容赦なく襲いかかる。

ケルレンドゥ族
エニグマ最強の種族で、悪魔のような体に鉄骨の翼が生えており、触手状の物体が絡まった下半身を持つ。ケルレンドゥのみ、姿が2つある。波動攻撃と「暗黒の太陽」という強力な闇の魔法を使う。
ケルレンドゥ
本作の最終ボス。体色はオレンジ。転生を繰り返し行うことで、自身を強化してきたエニグマの族長。長らくリーダーに君臨していたが、グラン・ドラジェに敗れたことがきっかけで威信が落ちた。エキウロクリュに暗殺されるが、実際はエキウロクリュに勝てると分かっていながら、威信回復のために転生を選び、わざと敗れた。別々の属性を司る四つの手を従えた風船のような姿（変身前）と、悪魔のような姿（変身後）がある。変身前は口からのガスとレーザー光線で攻撃し、変身後は波動と強力な闇魔法で攻撃する。
ディニレンドゥ※
ケルレンドゥの分身。体色は緑。分身のためか、倒されても死ぬことはない。
ゲウグレンドゥ※
ケルレンドゥの力を遥かに超える伝説のエニグマ。体色は紫。本作の最強モンスター。その頭脳は世界の全てを知っていると言われている。
ユゥヴェック
ケルレンドゥの先代であるエニグマの族長で、ゲーム中では名前しか登場しない。エニグマがまだ他種族と友好的だった時代の族長であり、グラン・ドラジェと結託して彼らに魔法を伝えた。ケルレンドゥとは敵対しており、現在はグラン・ドラジェと融合している（グラン・ドラジェはすでに魔法の真理へ辿り着いているため、魔力増幅は必要なく、あくまでエニグマたちへの威嚇目的である）。そのため、ケルレンドゥは大々的にコヴォマカ（物質のプレーン）を襲撃することができず、内部からの崩壊を狙う手段を取っていた。

### 精霊
全部で16種類が存在する。1種類につき、7体まで仲間にできる。仲間にした精霊の数だけ「コール○○」「ダブル○○」（○○には精霊の名前が入る）で召喚できる。一部のダンジョンでは、一定数の精霊が仲間になっていないと入れない場所がある（ゲームの進行には影響がない）。精霊ごとに話しかけ、要求に応えることで仲間にできる。要求はストーリーが進むほど、厳しくなっていく。また、精霊によっては特別な条件もあるため、全精霊のコンプリートは難しい。
火の精霊 トースト
シンボルは蝋燭。丁寧な口調。ミーロリ銀貨を要求された数だけ渡すことで仲間にできる。ずんどこ穴にいるトーストは他のドワーフを呼び戻して掘り進むと、いなくなってしまう。
風の精霊 エア
シンボルは羽根。「あのね」が口癖。ラシモフ銀貨を要求された数だけ渡すことで仲間にできる。1体目のエアは特別な方法で出現する。
毒の精霊 ブー
シンボルは液体が入ったビン。語尾に「ざんす」とつける。シビナのしっぽを要求された数だけ渡すことで仲間にできる。
美の精霊 パウダー
シンボルは手鏡。プライドが高い。ガニック金貨を要求された数だけ渡すことで仲間にできる。ただし、パウダーはミミズグミを嫌うため、一定数以上のミミズグミを持っていると拒絶される。その場合はミミズグミを売るか捨てることで、所持数を減らす必要がある。また、パウダーが仲間になっている状態で、ミミズグミを捕獲して一定数以上になると、全て捨てるように要求してくる。その要求を断ると、パウダーが1体去ってしまい、2度と戻らないため、精霊のコンプリートが不可能となる。
刃の精霊 スラッシュ
シンボルは剣。堅苦しい口調。キャムティ金貨を要求された数だけ渡すことで仲間にできる。ただし、所持しているカエルグミを全て捨てなければならない。捨てなければ、相手にしてもらえない。しかし、パーティにカシスがいれば、捨てたカエルグミを全て拾ってくれる。また、パウダーと違って、カエルグミの所持数制限はない。
音の精霊 ハミング
シンボルは音符。ハモニック金貨を要求された数だけ渡すことで仲間にできる。パーティにアランシアがいて、小さいオカリナを持っていれば、要求される金貨の数が減る。
石の精霊 フリント
シンボルは岩。語尾に「ごっつーん」とつける。カエルグミ青を要求された数だけ渡すことで仲間にできる。1体目以外はミミズグミの捕獲数が一定数以上でなければ出現しない。
虫の精霊 バズ
シンボルは小さい虫の群れ。語尾に「でち」とつける。ミミズグミ黄を要求された数だけ渡すことで仲間にできる。1体目以外は虫メガネを持っていないと出現しない。
木の精霊 スティック
シンボルは木の枝。語尾に「ぐり」とつける。まつぼっくりを要求された数だけ渡すことで仲間にできる。1体目以外はまつぼっくりを拾った数が一定数以上でなければ出現しない。
獣の精霊 ガル
シンボルは獣の足跡。語尾に「がす」とつける。マヒナのしっぽを要求された数だけ渡すことで仲間にできる。
水の精霊 フロー
シンボルは水溜り。クレセント銀貨を要求された数だけ渡すことで仲間にできる。
雷の精霊 テスラ
シンボルは電球。同じ単語を何度も喋る。ヘリオン金貨を要求された数だけ渡すことで仲間にできる。
古の精霊 クロック
シンボルは歯車。老人風の口調。アルティ銀貨を要求され数だけ渡すことで仲間にできる。
闇の精霊 ニルヴァ
シンボルは頭蓋骨。語尾に「ギャ」とつける。戦闘で勝利することで仲間にできる。1体目以外はカエルグミの捕獲数が一定数以上でなければ出現しない。最後のニルヴァは主人公が闇属性の場合のみ入れるダンジョンに出現し、カエルグミを1000匹以上捕獲していることが条件となる。ただし、主人公が光属性になるとダンジョンに入れなくなってしまう。
光の精霊 ルクス
シンボルは光。宿屋やダンジョンに出現するが、宿屋の場合は出現ポイントで40秒待つ必要がある。アイテムは必要ないが、闇の精霊ニルヴァを嫌っているため、一定数以上のニルヴァがいると、仲間にならず消滅する。最後のルクスは主人公が光属性の場合のみ入れるダンジョンに出現し、ニルヴァ1体までならば仲間になってくれる。
愛の精霊 ウィッシュ
シンボルはハート。アイテムは必要ないが、カエルグミの捕獲数が一定数以上だと仲間にならず消滅する。最後のウィッシュは、店でカエルグミを購入しても仲間にならない（序盤に伏線となるメッセージがある）。また、イベントによって出現するウィッシュが4体いて「あるイベントの結末を見ないで先に進む」「選択肢を間違う」と2度と出現しなくなる。
例外1
主人公が最初に選択した属性の精霊に限り、序盤に1体だけ出現する。要求してくるアイテムは全ての精霊において、カエルグミ緑1つである。そのため、本来登場するその属性の7体目は出現しなくなる。
例外2
レーミッツ宮殿で、愛の大使の近くにどーどーを追い込むことで仲間にできる精霊が数体存在する。アイテムは要求されないが、どーどーがいる部屋は扉に描かれている精霊が1体以上いないと入れない。

## CM
TVCMは中島美嘉が出演した。15秒と30秒のものがある。

## 開発
キャラクターデザイン及びイラストレーションは『聖剣伝説 LEGEND OF MANA』の亀岡慎一が担当し、ディレクターは井上信行、音楽は増子司が担当している。
亀岡は、好きな物を作れるからそうしようという話の中で上がってきた「バトルで魔法が倍増するシステムのRPG」という提案をもとに本作を作ったと、オルトプラス代表兼ゲームクリエイターズギルド主宰の宮田大介との対談の中で話しており、ほかのRPGとの差をつけるため、世界観をどんどん足していったと述べている。また、16という精霊の種類数は、『ポケットモンスター』の8種類の2倍として設定されたものの、後で後悔したとも振り返っている。
なお、発表当初ゲーム雑誌などに記載されたストーリーは「夏休みに学生たちがキャンプに行った際に起きた事件」となっており、『バケーション（vacation：休暇）』というタイトルはその名残である。

### スタッフ
チーフディレクター
- 井上信行（シナリオ）

プログラムディレクター
- 穴澤友樹

アートディレクター
- 津田幸治（BGデザイン）

アニメーションディレクター
- 亀岡慎一

サウンド
- 増子司

アシスタントディレクター
- 大印健生（バトルプランニング）
- 北上弘（マッププランニング）

メニュープログラム
- 平石有孝

グラフィック
- 門井元（BGデザイン）
- 今川伸浩（BGデザイン）
- 高橋誠（エフェクトデザイン）

キャラクターデザイン
- 亀岡慎一

モンスターデザイン
- 松浦聖

デバッグ
- 田中国光
- 七尾昌亮
- 若林清太郎
- 池えり子
- 酒井理恵
- 門井純子
- 任天堂スーパーマリオクラブ

アートワーク
- 中川徹
- 川野成央
- 北村義知

スペシャルサンクス
- 園田和弘
- 安田芳人
- 白川真理

アドバイザー
- 田邊賢輔
- 長谷川慎

プロデューサー
- 亀岡慎一
- 川口孝司
- 宮本茂
- 三木研次

エグゼクティブプロデューサー
- 山内溥

## イベント
2002年1月26日に大阪で、1月27日には東京で任天堂主催の『マジカルバケーション』のイベント「レッツアミーゴ」が開催された。これにより、普段通信機能を使えないプレイヤーも「アミーゴ」や温泉、対戦を楽しむことができた。

## スペシャルコミック
キルシュとセサミの視点で本作の前日談をクラスメイト達の紹介と合わせた漫画で、作者は本作のキャラクターデザインの亀岡慎一が担当（ちなみに亀岡はスクウェア入社以前に漫画家をしていた時期がある）。
初出はVジャンプ2002年1月号の別冊付録で後に集英社出版の攻略本と任天堂公式ページにも掲載されている。